# Skallig almsplintborre
Skallig almsplintborre (Scolytus triarmatus) är en barkborre som beskrevs 1912 av Hans Eggers. Arten ingår i släktet Scolytus och familjen vivlar.

## Utseende
Skallig almsplintborre och mindre almsplintborre (S. scolytus) är mycket lika men har ett antal yttre och inre morfologiska skillnader som skiljer dem åt. Pannan hos båda könen av mindre almsplintborre har tät gulaktig behåring medan den hos skallig almsplintborreo är gles, mer gråaktig och ytstrukturen på pannan är övervägande blank. Hos hanen av mindre almsplintborre är även behåringen på bakkanten på sista buksegementet tätare och tydligare avgränsat medan det hos skallig almsplintborre är mer utspritt.

## Systematik och utbredning
Länge rådde det förvirring kring de almlevande arterna inom barkborresläktet Scolytus. Det gällde framförallt de
två största arterna Scolytus triarmatus (Eggers, 1912) och mindre almsplintborre (Scolytus scolytus) (Fabricius, 1775). Flera auktoriteter behandlade dem som synonymer, fortfarande så länge som på 1990-talet. Scolytus scolytus är den vanligare och vitt spridda arten i Europa, medan Scolytus triarmatus lever i bergsområden på högre altituder i Mellaneuropa och västra Asien. I Sverige gjordes den första observationen av skallig almsplintborre 1927.

## Ekologi
Större almsplintborre är en växtätare som lever under barken av vuxna almar, där larverna utvecklas och förpuppas. De bosätter sig i stammen och tjockare grenar. När de flugit ut som nykläckta skalbaggar, äter de finbark i kvistspetsarna på almar av alla åldrar. Mindre almsplintborre är en av flera barkborrar som sprider almsjuka.

## Namn
Länge bar Scolytus triarmatus det svenska trivalnamnet större almsplintborre, men eftersom storleksskillnaden med S. scolytus inte är signifikant, utan arternas olika behåring, så döptes den 2025 om till skallig almsplintborre.